# Jim (TV-kanal)
Jim (förkortning av Jotain ihan muuta) är en finsk reklamfinansierad TV-kanal. Sanoma Media Finland Oy och Nelonen Media ansvarar för kanalens verksamhet. Den ersatte Nelonen Plus 26 februari 2007.